# Tour de Jakarta
El Tour de Jakarta (oficialment Polygon Tour de Jakarta) és una cursa ciclista que es disputa al voltant de Jakarta, a Indonèsia. Tres edicions han estat dins del calendari de l'UCI Àsia Tour.

## Llista de guanyadors
| Any  | Guanyador      | Segon             | Tercer              |
| ---- | -------------- | ----------------- | ------------------- |
| 2010 | Matnur Matnur  | Nunung Burhanudin | Projo Waseso        |
| 2012 | Chris Joven    | Hari Fitrianto    | Patria Rastra       |
| 2016 | Ryan Macanally | Mohd Zamri Saleh  | Fatahillah Abdullah |